# جورج آدامز
جورج آدامز (انگلیسی: George Adams؛ زادهٔ ۱ ژوئیهٔ ۱۹۵۰) بازیکن سابق و مربی فوتبال اهل اسکاتلند است. اولین خرید الکس فرگوسن به عنوان سرمربی آدامز بود که در سال ۱۹۷۴ از الوآ اتلتیک به ایست استایلینگشا رفت.